# Gregory Vaitl Boyer
Gregory Vaitl Boyer (ur. 5 lutego 1958 w Nowym Jorku) – amerykański piłkarz wodny zdobywca srebrnego medalu Igrzysk Olimpijskich w Seulu.